# 東五条院
東五条院（ひがしごじょういん）は、平安時代に平安京の五条堀川にあった邸宅。後に五条院（ごじょういん）と呼ばれた後院と同一と推測されている。
文徳天皇の生母である藤原順子が夫である仁明天皇の崩御後に移った邸宅で、後に醍醐天皇の養母である藤原温子が夫である宇多天皇の退位後に移った東五条堀川殿も同じ邸宅と考えられている。元々は藤原北家の嫡流が有していた邸宅と考えられているが、後に藤原北家出身の国母が居住したことから藤原北家の中でも後院の一つと認識され、『貞信公記』や『九暦』の中でも「後院」として記されている（吉江崇は結果的には実現しなかったものの、藤原忠平が妹である藤原穏子が朱雀天皇元服後（夫の醍醐天皇は既に崩御）に内裏を退出することを想定して、改めて後院として改修・提供した可能性を指摘している）。こうして皇室財産に編入されて五条院と称されることになったものの、その後に五条院に居住した者はおらず、もっぱら御物や財物を管理する施設として用いられた。平安時代末期に治承三年の政変によって後白河法皇の院政が停止されて高倉上皇の院政が開始された直後に、高倉上皇より五条院を後院から外して安徳天皇の皇居を設けようとする案が出され、上皇の意を受けた藤原行隆と上皇が勝手に後院を改廃することに反対する九条兼実が論争している（『玉葉』治承4年正月24・25日条）。